# Mesochorus extensus
Mesochorus extensus là một loài tò vò trong họ Ichneumonidae.